# Corus pseudocaffer
Corus pseudocaffer là một loài bọ cánh cứng trong họ Cerambycidae.